# ثارسيس

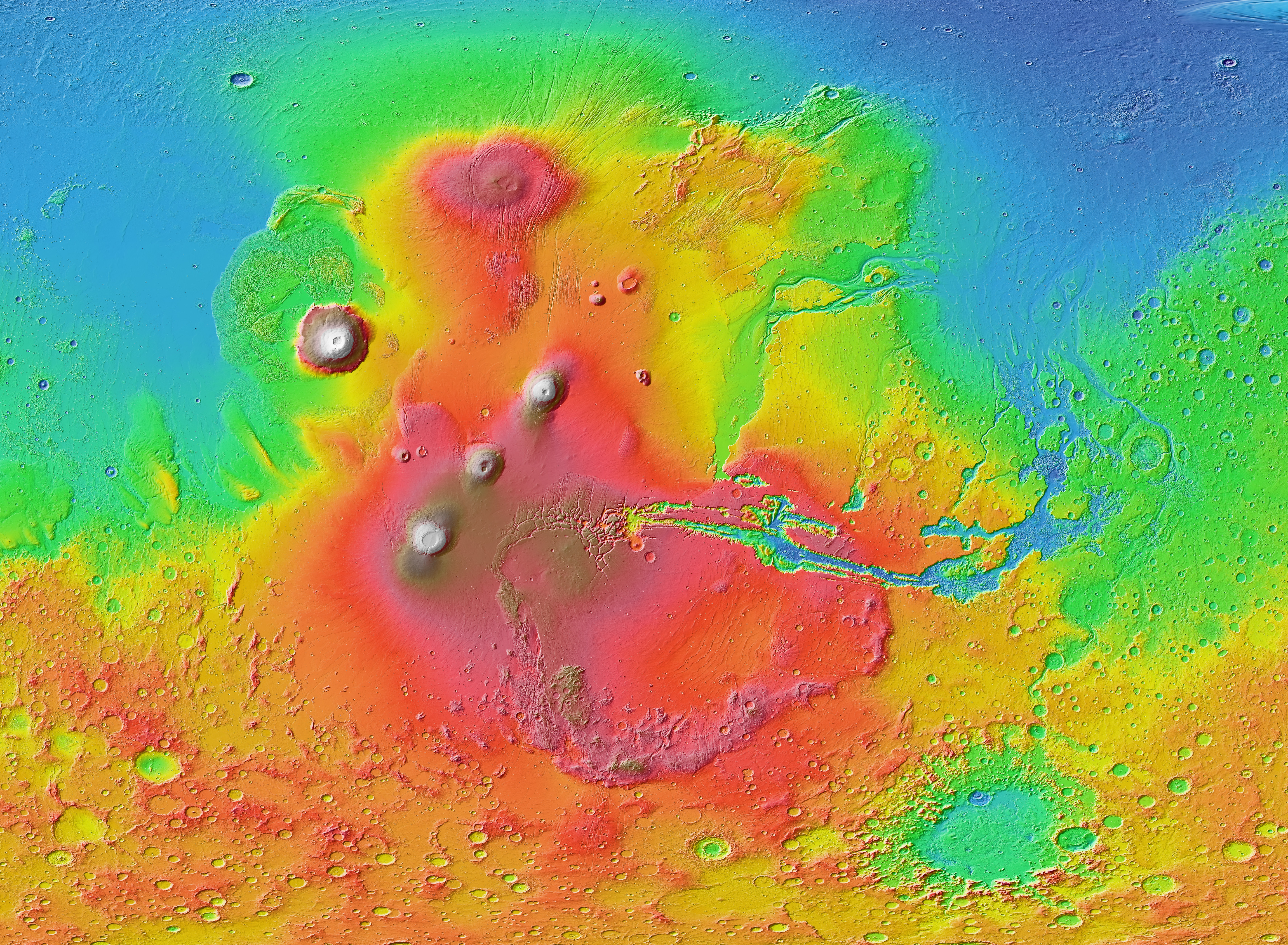
منطقة ثارسيس (الموضحة بظلال من الأحمر والبني).

ثارسيس (بالإنجليزية: Tharsis)‏ هي هضبة بركانية واسعة تركزت بالقرب من خط الاستواء في نصف الكرة الغربي من المريخ. المنطقة هي موطن لأكبر البراكين في النظام الشمسي، بما في ذلك براكين الدرع الهائلة الثلاثة أرسيا مونس وبافونيس مونس وأسكرايوس مونس، والتي تُعرف مجتمعة باسم ثارسيس مونتيس. أطول بركان على هذا الكوكب، جبل أوليمبوس، غالبًا ما يرتبط بمنطقة ثارسيس ولكنه يقع في الواقع قبالة الحافة الغربية للهضبة. اسم ثارسيس هو من اليونانية اللاتينية حرفي من الكتاب المقدس ترشيش.

## الجيولوجيا
يُطلق على ثارسيس عادةً مقاطعة تكتونية بركانية، مما يعني أنها نتاج البراكين والعمليات التكتونية المرتبطة بها والتي تسببت في تشوه القشرة الأرضية على نطاق واسع. وفقًا لوجهة النظر القياسية، يغطي ثارسيس بقعة ساخنة، مماثلة لتلك التي يعتقد أنها تكمن تحت جزيرة هاواي. سبب البقعة الساخنة هو ارتفاع عمود واحد أو أكثر من مادة حارة منخفضة الكثافة (طبقة ضخمة) عبر الوشاح. بقعة ساخنة تنتج كميات ضخمة من المواد المنصهرة في القشرة السفلى التي يتم تحريرها على السطح كما السوائل عالية، البازلتية الحمم. لأن المريخ يفتقر إلى الصفائح التكتونية، يمكن للحمم البركانية أن تتراكم في منطقة واحدة لمليارات السنين لإنتاج تراكيب بركانية هائلة.